# (79990) 1999 FP1
(79990) 1999 FP1 es el cinturón principal de un planetoide. Fue descubierto por Spacewatch el 19 de marzo de 1999.